# Vin de pêche

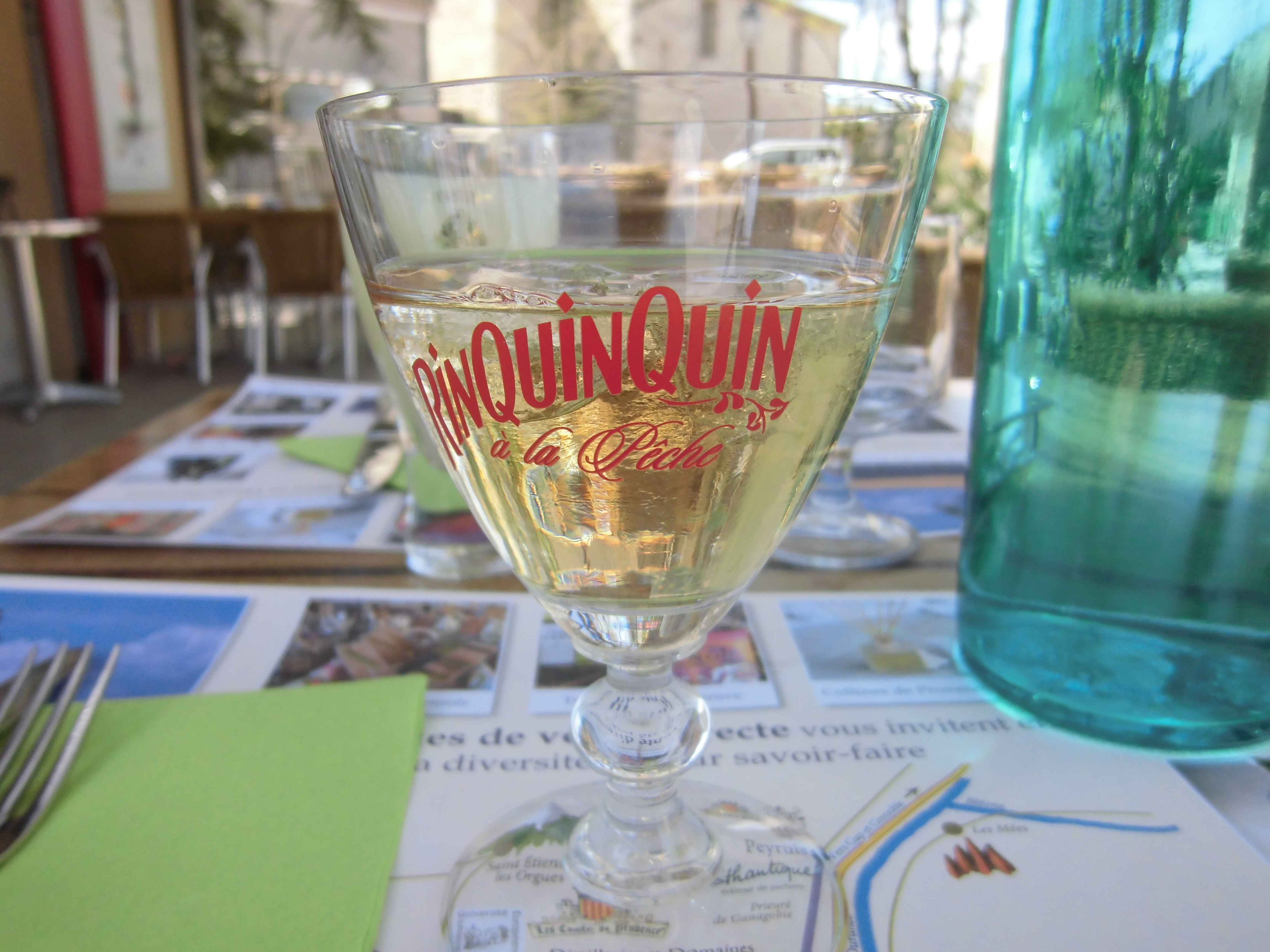
Vin de pêche Rinquinquin.

Le vin de pêche est une boisson apéritive réalisée :
- soit avec des feuilles de pêcher mises à macérer dans du vin, additionné d'alcool et de sucre[1]. Il semble trouver son origine dans le Dauphiné et les Alpes du Sud, où l'on retrouve une autre recette, la merisette de Grenoble où entrent des feuilles, des fruits et des amandes de merisier[2] ;
- soit par macération de pêches et de feuilles de pêcher dans du vin et de l'alcool, secondairement mélangés et additionnés de sucre et d'arômes. Dans les années 1980, ce type de vin fut proposé en mousseux et connut un succès aussi foudroyant qu'éphémère. Le vin de pêches est toujours aussi populaire et est connu en Amérique du Nord sous le nom de Peach Leaf Wine ou Rinquinquin[3],[4].

## Origine
Ce vin était déjà fort apprécié au XVIIIe siècle si l'on en croit le marquis de Sade. Alors qu'il est incarcéré à Vincennes, dans la nuit du 23-24 novembre 1783, il écrit à son épouse : « Il ne me reste plus qu'à vous demander en vertu de quoi le refus du vin de pêches : quelle analogie peut-il y avoir entre les constitutions de l'État et les fibres de mon estomac ? Une ou deux bouteilles de vin de pêches pourraient-elles ébranler la loi salique, porter atteinte au code Justinien ? C'est à un ivrogne qu'il faut faire de pareils refus : mais moi qui ne m'enivre que de tes charmes et qui ne m'en rassasie jamais, il ne faut pas me refuser du vin de pêches. »

## Préparation du vin de feuilles de pêcher

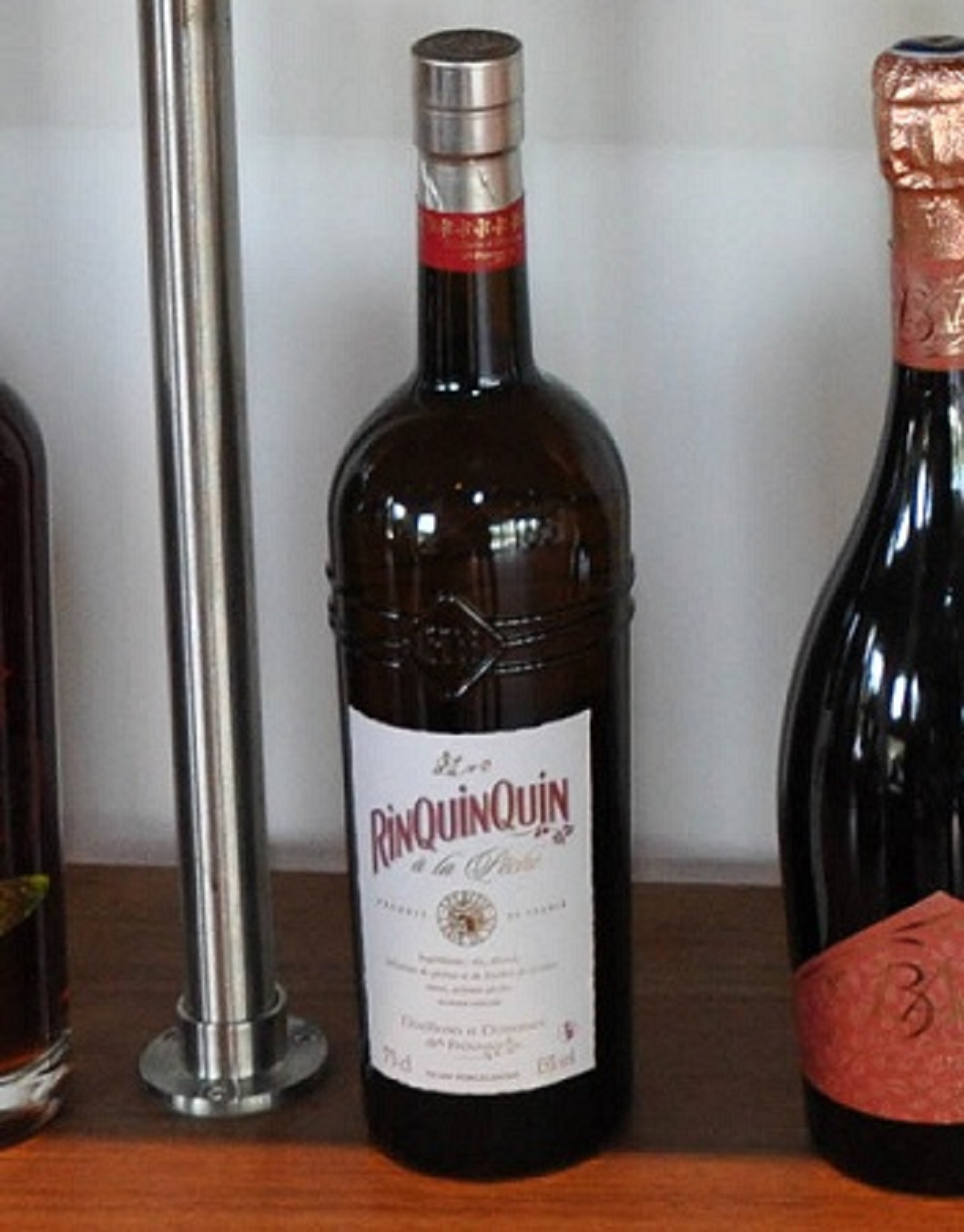
Vin de pêches.

Il est élaboré avec du vin, rouge, rosé ou blanc, de l'alcool de fruits, du sucre, additionnés de quelques poignées de feuilles de pêcher.
La date de la cueillette des feuilles influe sur la possibilité de faire vieillir ce vin. Pour le vin à boire jeune, elles sont cueillies entre la fin juin et le 15 août. Pour une conservation de 18 mois et plus, il faut effectuer la cueillette après le 15 août, le plus près possible du 10/15 septembre.

## Le vin de pêche pétillant
Alors que le marché est saturé de vin de pêche, de noix et d’autres fruits, les Distilleries et Domaines de Provence cherchent à moderniser leur marque Rinquinquin en lançant dans les années 1980 un vin pétillant à la pêche : le Carlton. En 1986, 300 000 bouteilles sont vendues en six mois dans les cafés, hôtels, restaurants et les épiceries fines. C’est un succès puisqu'en 1987, les ventes décuplent, puis triplent en 1988.
Ce vin de pêches profite d'un nom prestigieux, d'une bouteille transparente de forme champenoise qui valorise le contenu et d'un goût qui le distingue des autres mousseux. Bientôt, il est imité : fleurissent Tocade, Claridge, Palme d'or, Calicoba, Wilson, Sensation, Cæsar, etc. Toutes ces contrefaçons sont mises au pilori sur une étagère de l'Exposition du Faux à la Fondation Cartier de Jouy-en-Josas.
Fin 1987, la distillerie est vendue au groupe Pernod-Ricard, officiellement « parce qu'avec eux l'affaire pourra se développer en France et à l'étranger ». En réalité, c'est parce que le Carlton rencontre un tel succès que la distillerie ne peut plus faire face à la demande.
La marque Carlton disparait par la suite ; le Rinquinquin est cependant toujours commercialisé en France comme à l'étranger.